# Adamo Volume 2
 (janvier 2017).
Si vous disposez d'ouvrages ou d'articles de référence ou si vous connaissez des sites web de qualité traitant du thème abordé ici, merci de compléter l'article en donnant les références utiles à sa vérifiabilité et en les liant à la section « Notes et références ».
Albums de Salvatore Adamo
Mes 21 ans
(1964) Notre roman
(1967)
Adamo Volume 2 est un album de Salvatore Adamo sorti en France en 1965, pour l'étiquette La voix de son maître (FELP 276).

## Liste des titres
| A1. | La Nuit                 | 3:20 |
| A2. | A Vot' Bon Cœur         | 2:15 |
| A3. | Quand les Roses         | 2:30 |
| A4. | J'ai pas demandé la vie | 2:55 |
| A5. | Petit Camarade          | 2:45 |
| A6. | Grand-Père Grand-Mère   | 2:20 |

| B1. | Dolce Paola               | 2:20 |
| B2. | Les filles du bord de mer | 2:55 |
| B3. | Elle                      | 3:06 |
| B4. | Mauvais Garçon            | 3:07 |
| B5. | Si Jamais                 | 2:45 |
| B6. | Le grand jeu              | 2:30 |